# Bełogradczik
Bełogradczik (bułg. Белоградчик) – miasto w północno-zachodniej Bułgarii. Siedziba gminy Bełogradczik.
Miasto jest malowniczo położone w zachodniej części Starej Płaniny. Znajduje się w nim fort oraz obserwatorium astronomiczne.
W pobliżu miasta jaskinia Magura ze śladami pobytu człowieka z okresu paleolitu.

## Współpraca
Miejscowości partnerskie:
- Dubno, Ukraina
- Jodoigne, Belgia
- Knjaževac, Serbia